# Trúc
Trúc (danh pháp khoa học: Phyllostachys) là một chi thuộc tông Tre. Các loài này là thực vật bản địa châu Á, tập trung nhiều ở Trung Quốc, Nhật Bản, bắc Việt Nam nhưng hiện tại đã được trồng làm cảnh rộng rãi ở cả vùng ôn đới hoặc cận nhiệt đới. Trúc (竹) hay Cương Trúc là từ Hán Việt. Trong tiếng Trung, trúc là từ để chỉ tất cả các loài trong tông Tre (Bambuseae. Trong tiếng Việt, trúc chủ yếu dùng để chỉ các loài trong chi Phyllostachys, bên cạnh đó còn chỉ đến một số loài Bambuseae không thuộc chi này, ví dụ trúc vuông. Trúc thường có thân nhỏ hơn tre, thành các bụi rậm cao nhất khoảng 8m, lá cũng nhỏ và thưa hơn tre. Do cây có dáng đẹp, nhỏ nên được dùng làm cây cảnh phổ biến hơn tre. Chi Trúc hiện gồm khoảng 75 loài với 200 thứ và giống. Cùng với tre, thì cây trúc cũng là một biểu tượng văn hóa chỉ về sự thanh cảnh.

## Ở Việt Nam
Các loài thuộc chi Trúc có ở Việt Nam:
- Phyllostachys mitis: Trúc cảnh, cây bụi thưa, thân mềm, màu mốc trắng; rễ bò dài; măng màu xanh có đốm tím.
- Phyllostachys nigra: Trúc đen, cây bụi nhỏ cao 2-4m, đốt thân dài, có 2 rãnh đối nhau; thân cây có màu đen láng rất đẹp.
- Phyllostachys aurea: Trúc hóa long, còn gọi là trúc vàng. Cây cao 4-8m. Đặc biệt là đoạn gốc của thân các đốt sát nhau răn reo, xù xì ruột gần như đặc, tạo nên hình thù đặc sắc như hóa rồng vậy.

Các loài không thuộc chi Trúc:
- Sasa humilis: Trúc lùn, cây bụi dày, cao khoảng 1m thân màu xanh bóng.
- Chimonobambusa quadrangularis: Trúc vuông, cây cao khoảng 3-8m thân màu xanh bóng có dáng thân vuông rất đặc sắc

## Hình ảnh

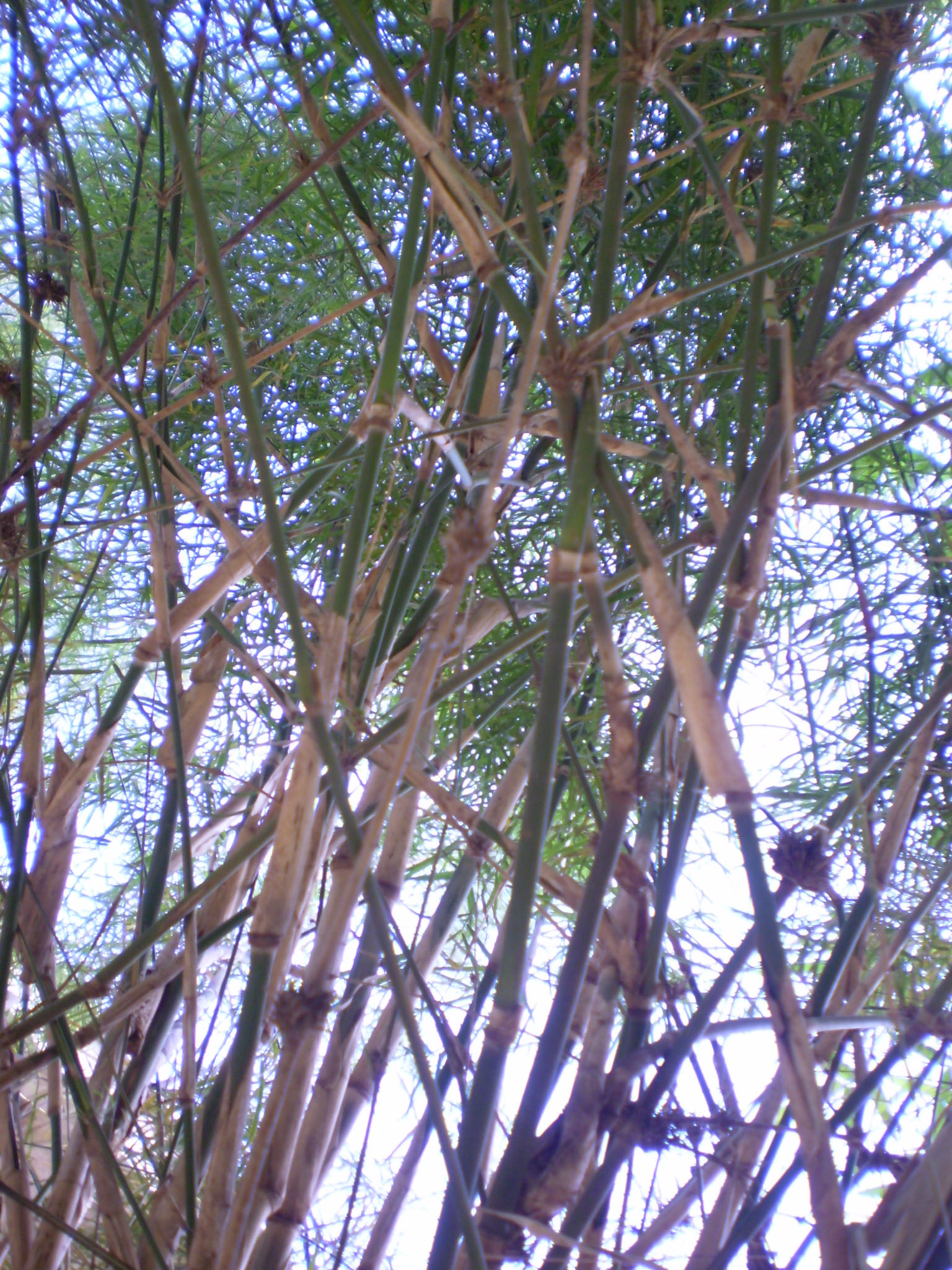
Thân cây trúc.
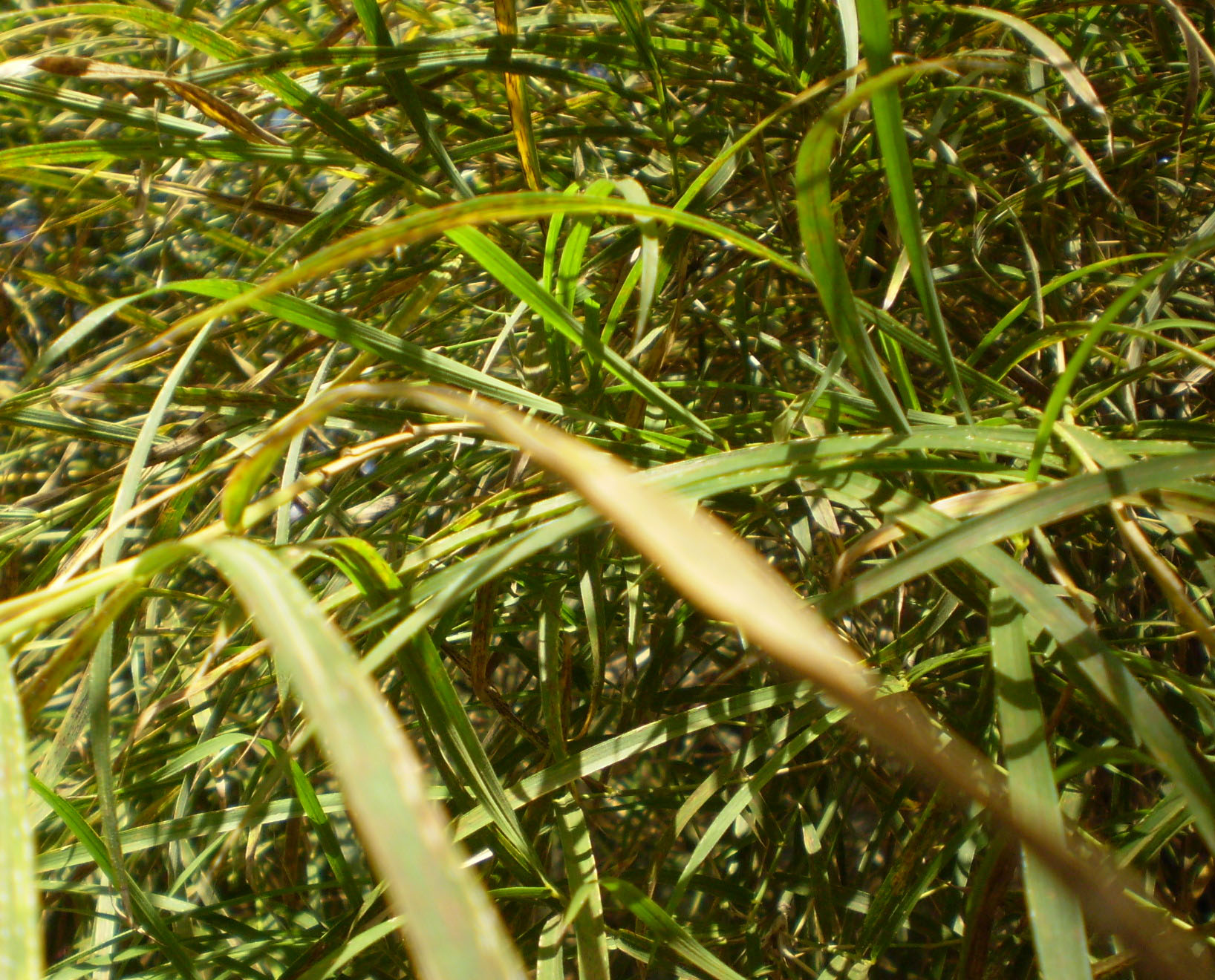
Lá trúc.
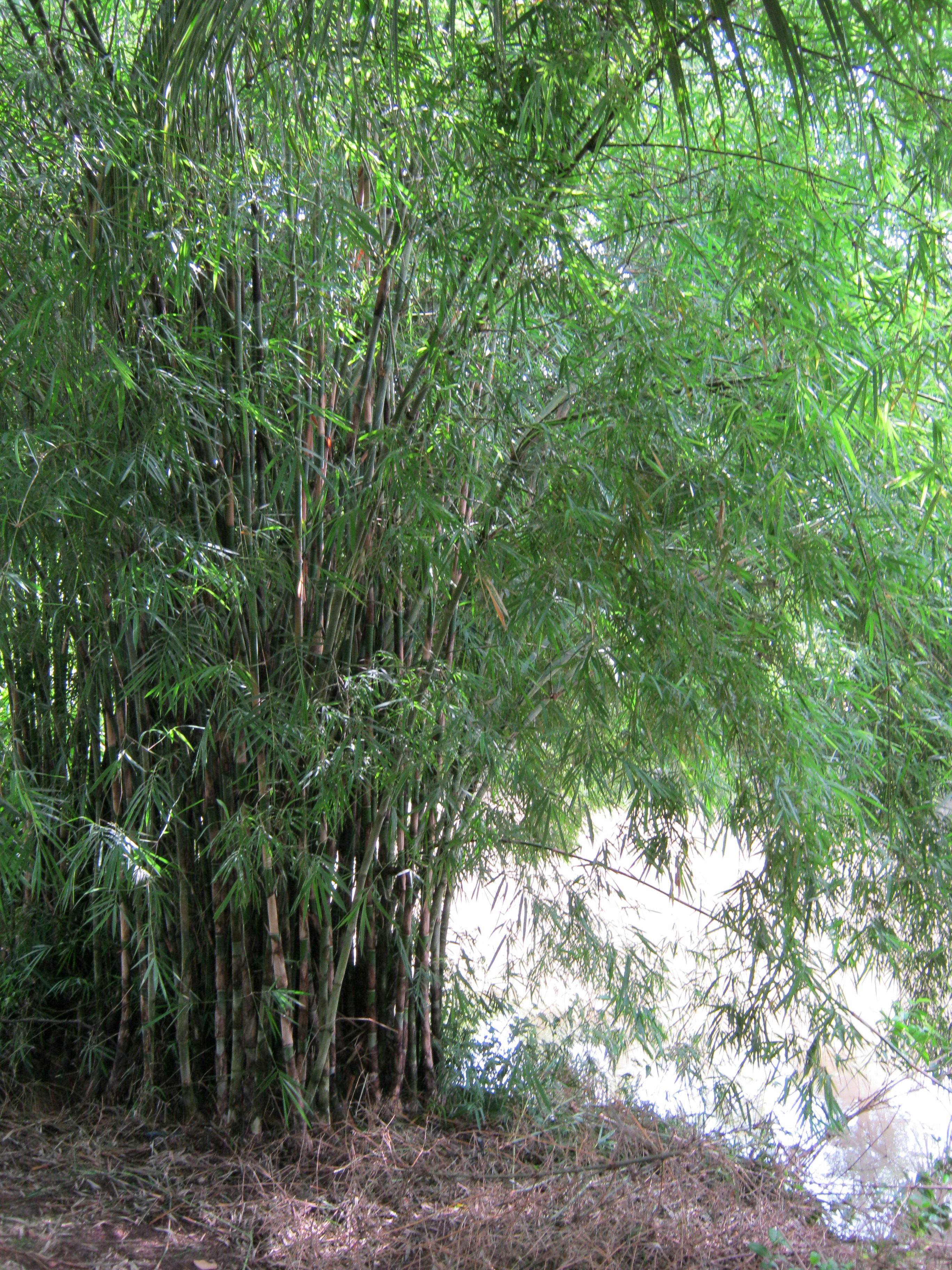
Một bụi trúc.
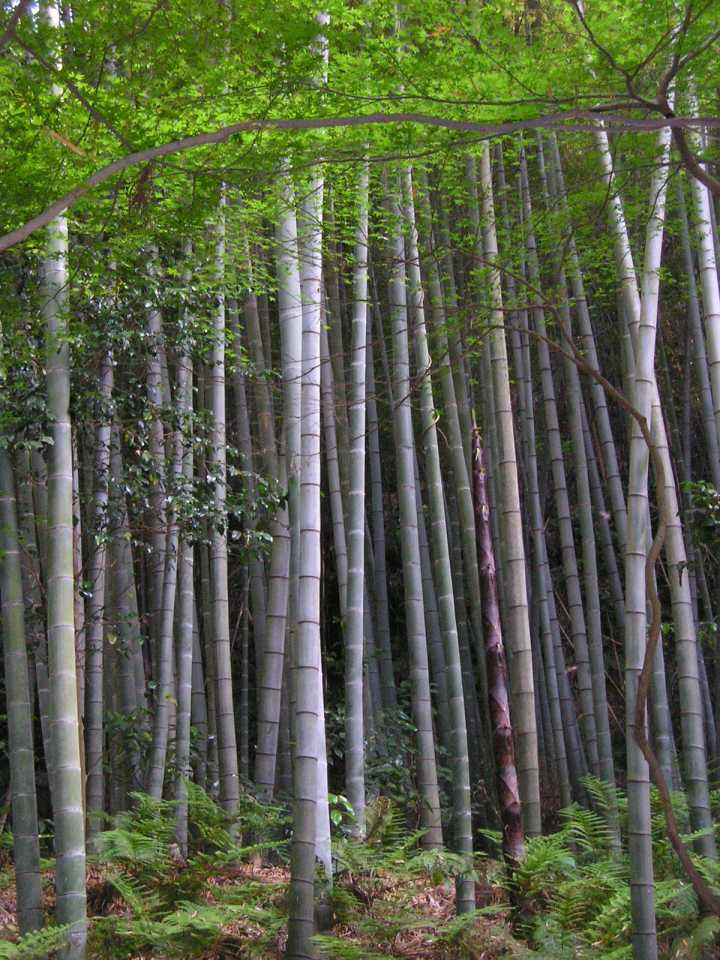
Trúc sào